# Gesamtverein der Deutschen Geschichts- und Altertumsvereine
Der Gesamtverein der Deutschen Geschichts- und Altertumsvereine ist ein Dachverband, in dem sich einige in Deutschland tätige Geschichtsvereine, Historische Kommissionen, landesgeschichtliche Institute usw. zusammengeschlossen haben. Vorsitzender des Dachverbands ist seit 2023 Martin Schoebel.

## Vereinsgeschichte
Der Verein wurde 1852 gegründet. An der Gründung gewichtigen Anteil hatten der damalige Gründer des Germanischen Nationalmuseums, Hans von und zu Aufseß, und Prinz Johann von Sachsen, seinerzeit Vorsitzender des Königlich Sächsischen Altertumsvereins. Ziel des neuen Vereins war es, 

„… durch Zusammenschluss der Geschichtsträger vieler Territorien, Landschaften und Städte die Einheit der deutschen Geschichte in der Vielheit zu betonen und damit die landes- und regionalgeschichtliche Forschung anzuregen.“

Vom Gesamtverein der Deutschen Geschichts- und Altertumsvereine werden die Blätter für deutsche Landesgeschichte herausgegeben. Die Zeitschrift erscheint jährlich.
Der Tag der Landesgeschichte wird seit 1968 veranstaltet.

## Vorsitzende
- Prinz Johann von Sachsen (1852–1853)
- August Moritz Engelhardt (1853–1854)
- August Theodor Braun (1854–1858)
- Graf Wilhelm von Württemberg (1858–1863)
- Hans Conon von der Gabelentz (1864–1872)
- Karl Ludwig Wilhelm Daniel Draudt (1873–1881)
- Maximilian Rieger (1881–1882)
- Ludwig Heinrich Euler (1883–1884)
- Ernst Friedel (1885–1891)
- Bruno Reuter und kommissarisch Richard Béringuier (1891–1899)
- Paul Bailleu (1899–1922)
- Georg Wolfram (1922–1933)
- Willy Hoppe (1933–1945)
- Franz Schnabel (1949–1954)
- kommissarisch Wilhelm Winkler (1954/1955; 2. Vorsitzender)
- Götz Freiherr von Pölnitz (1955–1961)
- Georg Wilhelm Sante (1962–1968)
- Walter Heinemeyer (1968–1985)
- Hugo Stehkämper (1985–1995)
- Dieter Brosius (1995–2004)
- Manfred Treml (2004–2019)
- Johannes Mötsch (2019–2023)
- Martin Schoebel (seit 2023)

## Sekundärliteratur
- Klaus Neitmann: Willy Hoppe, die brandenburgische Landesgeschichtsforschung und der Gesamtverein der deutschen Geschichts- und Altertumsvereine in der NS-Zeit. In: Blätter für deutsche Landesgeschichte. Band 141/142, 2005/06, S. 19–60.
- Manfred Treml: Eine Zwischenbilanz nach 20 Jahren Vorstandstätigkeit auf der Homepage des Vereins. Abgerufen am 28. September 2023.
- Alfred Wendehorst: 150 Jahre Gesamtverein der deutschen Geschichts- und Altertumsvereine, PDF (351,3 kB) auf der Homepage des Vereins. Abgerufen am 28. September 2023.
- Johannes Mötsch: Führungspersönlichkeiten des Gesamtvereins der deutschen Geschichts- und Altertumsvereine seit 1852, Datei auf der Homepage des Vereins. Abgerufen am 26. März 2022.